# Феліція Сицилійська
Феліція Сицилійська (прибл. 1078 — прибл. 1102) — королева-консорт Угорщини та Хорватії, перша дружина короля Коломана I Книжника.

## Життєпис
Дочка графа Сицилійського Рожера I та його другої дружини — Ерембурги де Мортен. Також її називають Бусіллою, проте, ймовірно, таке ім'я походить від неправильно сприйнятого давньоіталійського слова pucelle, яке означає «незаймана».
Коломан, король Угорщини, 1096 року послав своїх послів до двору батька Феліції з пропозицією про шлюб, проте граф Рожер прийняв їх непривітно і відмовив їм. Друге шлюбне посольство угорського короля очолив єпископ Гартвік, який наполіг на подальших переговорах. Врешті-решт, посольство на чолі з принцом Алмошем супроводило Феліцію до Угорщини, де вона одружилася із Коломаном у 1097 році.
Разом із Феліцією приїхали деякі сицилійські дворяни, серед яких були предки родини Ратот (Олівер та Ратот).
Феліція померла 1102 року. Її поховали у базиліці Секешфегервара.

## Родина
У шлюбі з королем Коломаном I народилося троє дітей:
- Софія (до 1101 — ?), дружина угорського дворянина;
- Стефан II (1101 — 1 березня 1131), король Угорщини;
- Ласло (?).